# Смирнов, Анатолий Сергеевич
Анато́лий Серге́евич Смирно́в (24 августа 1939, Горький — 1 января 2012, Санкт-Петербург) — советский и российский художник-график, Заслуженный художник РСФСР (1987) . Член Санкт-Петербургского Союза художников (до 1992 года — Ленинградской организации Союза художников РСФСР) (1970).

## Биография
Родился в г. Горьком (ныне — Нижний Новгород). В 1958 году с отличием окончил Горьковское художественное училище по классу живописи. В 1958 году поступил и в 1965 также с отличием окончил графический факультет Ленинградского института живописи, скульптуры и архитектуры имени И. Е. Репина Академии художеств СССР по мастерской профессора А. Ф. Пахомова с присвоением квалификации художника-графика. Дипломная работа серия эстампов «Петроград. 1919 год» .
Учителя: А. Ф. Пахомов, В. М. Звонцов.

### Творчество
Работал в станковой и книжной графике в различных жанрах изобразительного искусства (портрет, пейзаж, натюрморт, сюжетно-тематическая композиция, иллюстрирование произведений художественной литературы), в различных художественных материалах и техниках (графитный и итальянский карандаш, уголь, пастель, тушь, перо, офорт, цветная линогравюра, акварель).
Участник более 200 художественных выставок (с 1965 года) в России и за рубежом (Болгария, Венгрия, ГДР, Италия, Монголия, Польша, Чехословакия, Финляндия, ФРГ, Швеция) в том числе 13 персональных. Выставки произведений художника прошли в Барнауле (1977), Ленинграде (Санкт-Петербурге) (1977, 1987, 2007, 2009, 2016), Гамбурге (1979), Гданьске и Варшаве (1980) и др.
Автор оформления и иллюстраций к 19 книгам. Иллюстрировал произведения А. С. Пушкина — «Повести Белкина» (1976), «Дубровский» и «Капитанская дочка» (1980), создал серию станковых листов в технике пастели к роману в стихах «Евгений Онегин» (1999—2004), «Стихотворения» (1982), рассказы И. А. Бунина, повести А. П. Гайдара, стихи О. Ф. Берггольц, цикл работ по мотивам произведений А. П. Платонова «В прекрасном и яростном мире» и др.
В 1960—2000-е годы совершал частые творческие поездки по России и за рубеж: Алтай, Мурманск, Суздаль, Белгород, Дудинка, Тюмень, Дальний Восток, Приморский край, Абхазия, Балканы, Сирия и др., результатом которых явилось создание многочисленных графических произведений: серии «Дорогами Алтая» (1965), «Сказочный Алтай», «Семья», «Старая деревня» (все 1969), «Земля Алтайская» (1972), «Балканский цикл» (1972—1979), «Династия мараловодов Поповых» (1973—1974), листы «Суздаль» (1975), «Владивосток. Порт» (1983), «Старый Тобольск» (1987), серия «По Сирии»(1988) и др. За серии «Посеявшие ветер» и «Антимир» награждён Дипломом Академии художеств СССР (1986).
На протяжении всей жизни художник обращался к образу Ленинграда — Петербурга: серия офортов «Память Ленинграда» (1969—1975), «Праздник на Неве», «Окно на Неву», «Мойка. Белая ночь», «Весна на Фонтанке» (1974—1976), «Ветер революции» (1977), «Стрелка зимой» (2004), создав обширную сюиту произведений, посвящённых любимому городу.
Мастерство художника-портретиста воплотилось в создании целой галереи острохарактерных портретов современников: «Художник В. Хвостов» (1970), «Археолог А. Мелентьев» (1971), «Композитор В. Артёмов» (1970), «Сценарист А. Анейчик» (нач. 1970-х), «Карина» (1975) и др.
Произведения А. С. Смирнова хранятся в Государственном Русском музее (Санкт-Петербург), Государственном музее изобразительных искусств имени А. С. Пушкина (Москва), Музее городской скульптуры (Санкт-Петербург), Государственном музее-памятнике «Исаакиевский собор» (Санкт-Петербург), Белгородском государственном художественном музее, Нижегородском государственном художественном музее, Воронежском областном литературном музее имени И. С. Никитина, Новосибирском государственном художественном музее, Государственный художественный музей Алтайского края (Барнаул), Владимирской картинной галерее (Владимир), Брянском областном художественном музейно-выставочном центре, Муниципальной картинной галерее г. Красноармейска (Московская обл.), Государственном музее искусств Казахстана имени А. Кастеева (Алма-Аты), Государственном музее литературы имени Алишера Навои (Ташкент. Узбекистан), Музее Людвига (Кёльн. Германия) и др.

«Анатолию Смирнову свойственны благородная сдержанность, приверженность традиции, в хорошем смысле этого слова, неприятие “экстремистских” экспериментов в области использования технических средств. В результате постоянной, вдумчивой, сопряжённой с большими и малыми открытиями работы, сама техника приобретает у Смирнова эмоциональную насыщенность, в значительной мере, способствуя раскрытию замысла и его обогащению. <…>Созданное выдающимся художником на протяжении нескольких десятилетий — значительный вклад в отечественную изобразительную культуру последней трети ХХ и начала XXI веков».
— Сергей Левандовский, ст. научный сотрудник ГРМ, член Союза художников России, член союза журналистов России.
А. С. Смирнов 8 лет являлся председателем бюро секции графики Ленинградской организации Союза художников РСФСР, более 10 лет руководил его Молодёжной секцией. Занимался преподавательской деятельностью. С 2000 по 2011 год — профессор кафедры рисунка факультета изобразительного искусства Российского государственного педагогического университета имени А. И. Герцена.

«Своим ученикам он стремится передать умение под покровом внешних черт в лицах людей и событий распознать подлинность, а в рисунках, создавая внешнюю поверхность лица, предмета, пейзажа или события, наоборот добиваться внутренней наполненности содержания смыслами, чувствами и энергией»
— кандидат искусствоведения, профессор Н. Н. Громов
.

## Награды
- Заслуженный художник РСФСР (1987)
- Дипломант Всероссийских конкурсов книги (1976, 1978, 1981, 1983) [12]
- Диплом Академии Художеств СССР (1986) [12]
- Дипломы Министерства культуры РСФСР (1967, 1970, 1977, 1986) [12]